# Kükülleroak
Dans les mascarades souletines les Kükülleroak sont de jeunes danseurs en formation.

## Description et rôle

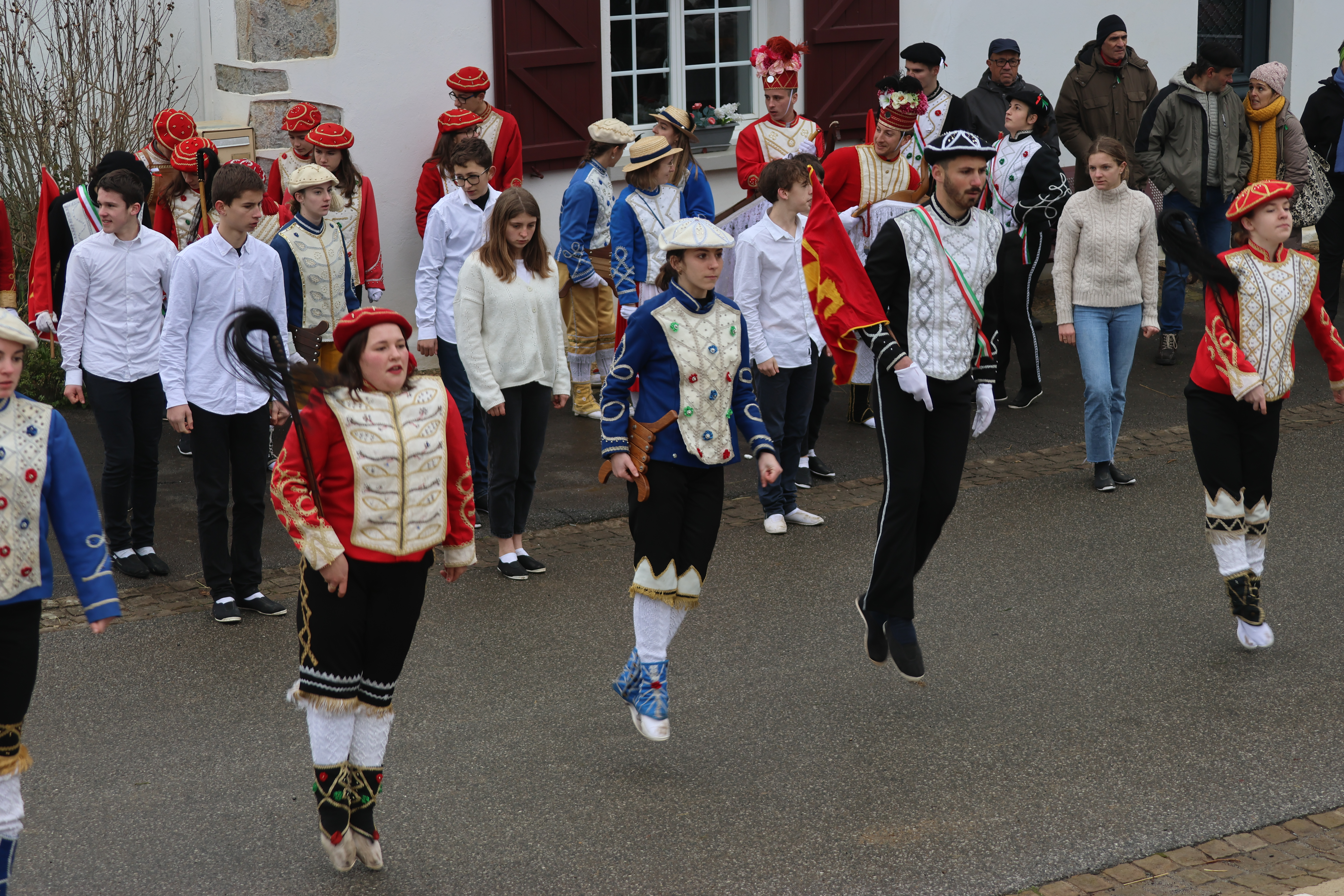
Derrière les aitzindariak deux lignes de kükülleroak (en blanc et en rouge) s’apprêtent à entrer en scène (Pagolle, 2023).

Vêtus d'un  béret et d'une veste rouges, d'un plastron, d'un pantalon, de chaussettes et de chaussures blancs ornés de galons dorés — ou parfois d'une simple chemise blanche —, ils ne jouent dans les mascarades actuelles qu'un rôle très mineur. Ils suivent les autres « Rouges  » (gorriak), les acteurs bien habillés qui représentent l'ordre et la société souletine. Les meilleurs d'entre eux ne dansent que devant les barricades, en dernière position, et participent à la grande danse du branle souletin (la bralia). 
Dans des versions anciennes les Kükülleroak accompagnaient Zamalzain, qui était en quelque sorte le meneur de leur petite troupe de quatre à douze — toujours un nombre pair. Des représentations où ils suivaient plutôt Gatüzain ou encore les Marexalak ont également été décrites, de même qu'un accoutrement intégrant une épée en bois et un casque conique (1840), un chapeau fleuri (1855), un béret blanc et un plastron bleu (1914). Il est probable qu'ils avaient un rôle plus important avant le milieu du XIXe siècle.
Ils figureraient les gardes du Zamalzain ou du Maître, ou simplement la jeunesse souletine.